# 藤原楽山
藤原楽山（ふじわら らくざん）は、岡山県備前市伊部出身の陶芸家。備前焼作家。現在は三代目（1943年(昭和18年)生まれ）藤原楽山が楽山窯にて作陶を営んでいる。襲名は2002年(平成14年)。二代目藤原楽山は岡山県無形文化財「備前焼製作技術」の保持者に認定。初代藤原楽山は塩青焼の考案者。代々、茶碗を得意とする。